# Station Buchloe
Station Buchloe is een spoorwegstation in de Duitse plaats Buchloe. Het station werd in 1847 geopend.
Het station ligt ten westen van het centrum van Buchloe. Er is een P+R-parkeerplaats aanwezig. Diverse streekbuslijnen hebben een halte bij het station.
Station Buchloe is een spoorwegknooppunt, waar verschillende spoorlijnen samenkomen: 

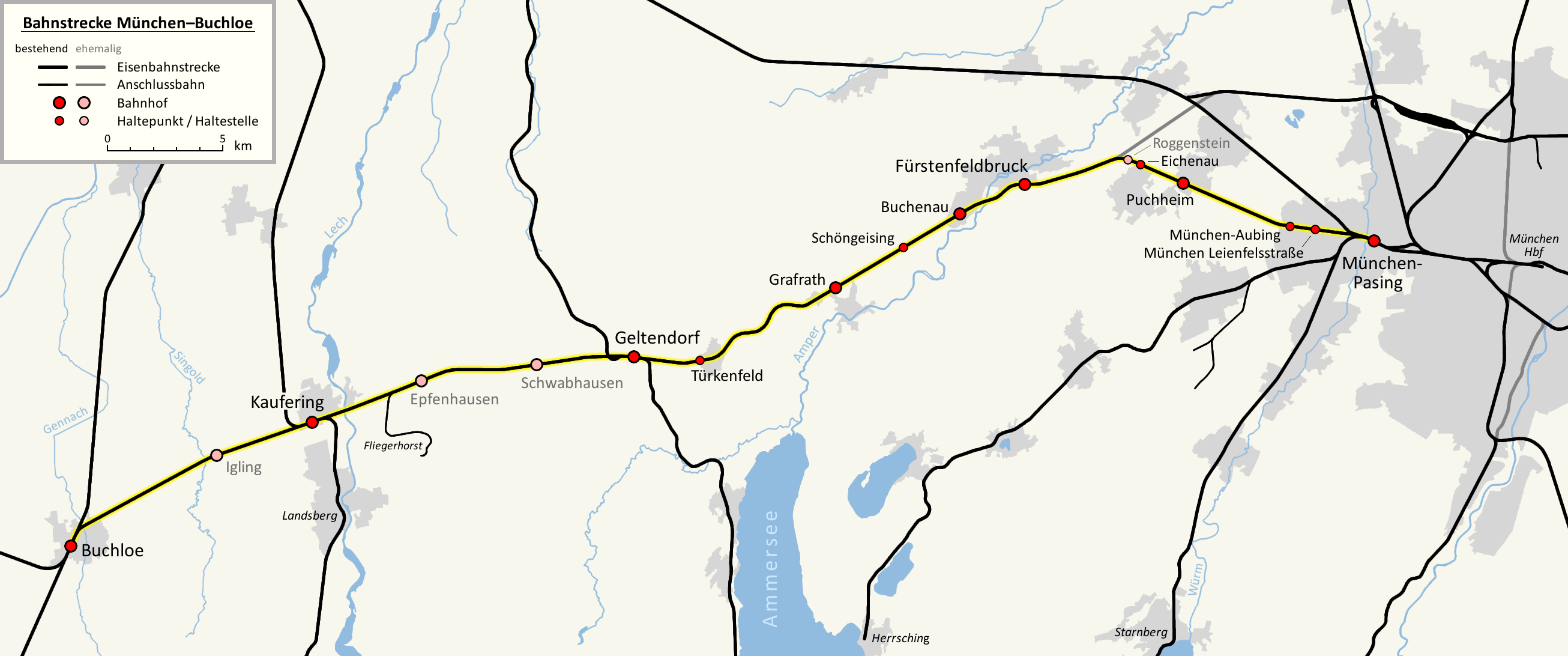
Trajectkaart spoorlijn München-Pasing - Buchloe
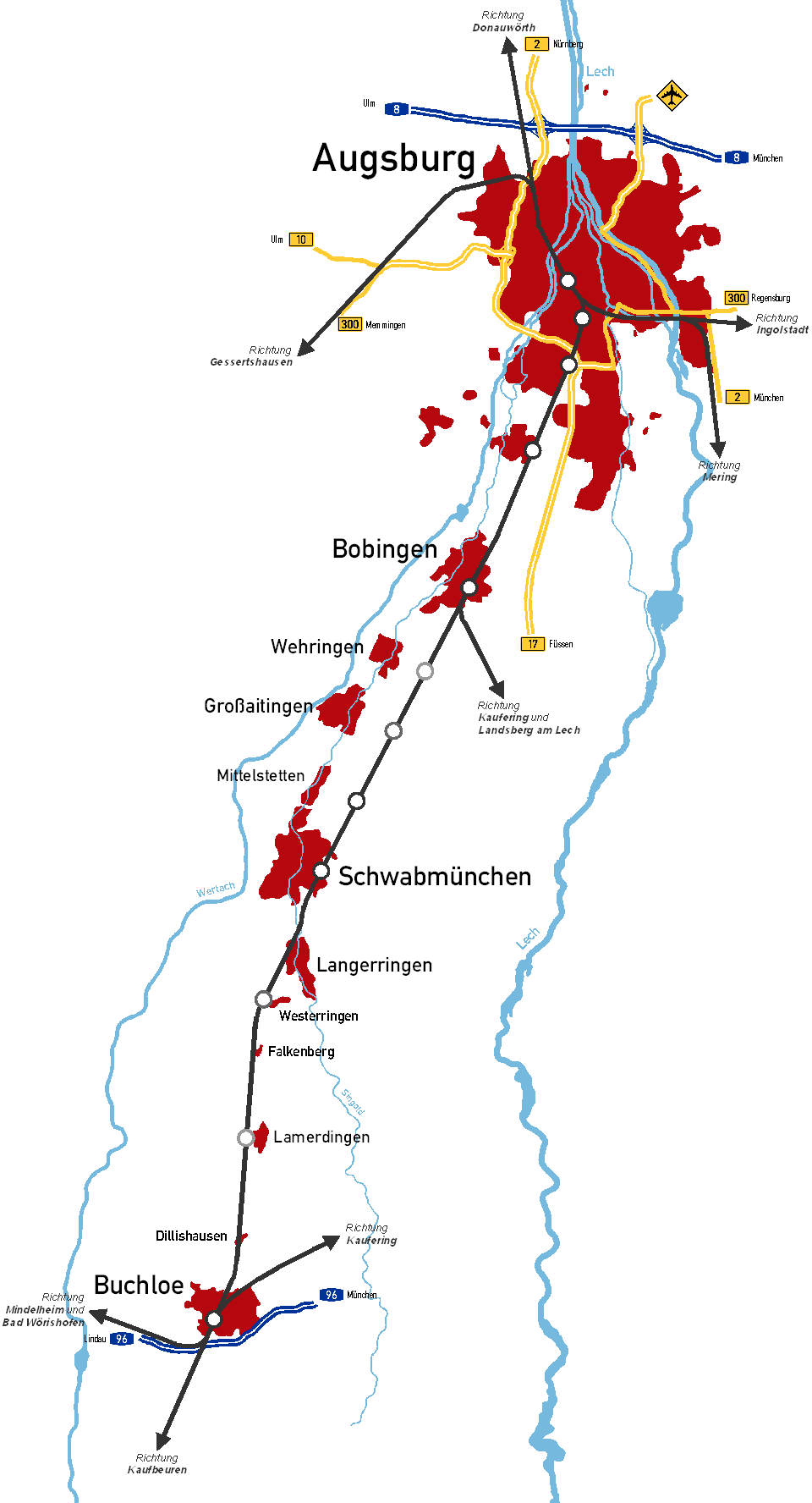
Trajectkaart spoorlijn Augsburg-Buchloe
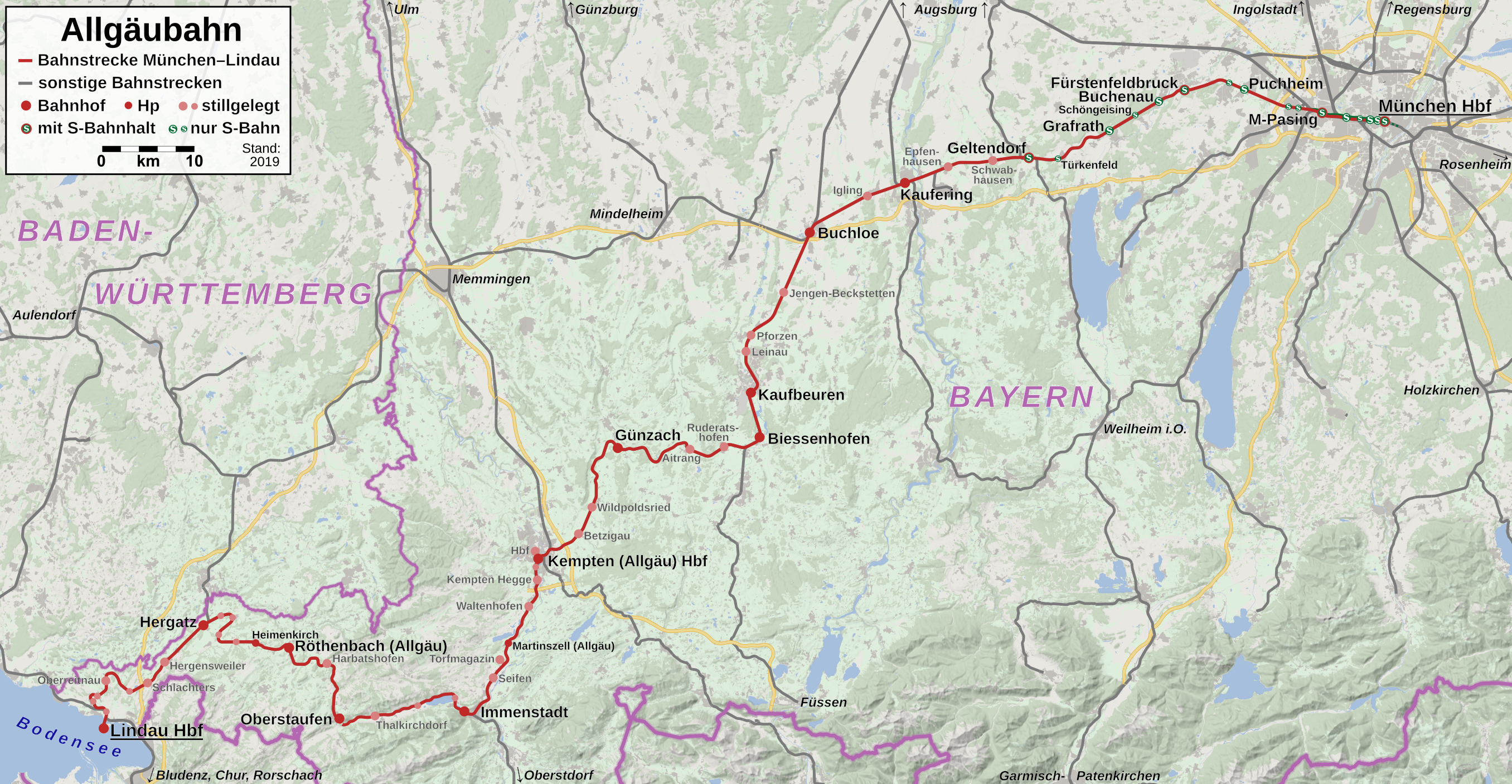
Trajectkaart Allgäubahn

- de spoorlijn München-Pasing - Buchloe, zie bovenstaande trajectkaart: lengte 61 km; stopt onderweg o.a. te Fürstenfeldbruck
- de spoorlijn Augsburg - Buchloe, zie bovenstaande trajectkaart
- de Allgäubahn München- Buchloe- Lindau, zie bovenstaande trajectkaart
- de spoorlijn Buchloe - Mindelheim – Memmingen, in westelijke richting, lengte: 46 km